# The Pleasure Principle (bài hát)
"The Pleasure Principle" là một bài hát của ca sĩ người Mỹ Janet Jackson, nằm trong album phòng thu thứ ba của cô, Control (1986). Nó được sáng tác và sản xuất bởi Monte Moir, và được phát hành như là đĩa đơn thứ sáu trích từ album vào ngày 12 tháng 5 năm 1987 bởi A&M Records. Hình ảnh bìa đĩa đơn thực hiện bởi nhiếp ảnh gia thời trang David LaChapelle.
Bài hát chỉ đạt được những thành công tương đối trên các bảng xếp hạng, bao gồm vị trí thứ 14 trên Billboard Hot 100. Video ca nhạc của "The Pleasure Principle" do Dominic Sena làm đạo diễn. Nó được nhìn nhận bởi các nhà phê bình đương đại như là một video biểu tượng, và giành một giải Video âm nhạc của MTV trong tổng số 2 đề cử. Nữ ca sĩ cũng biểu diễn bài hát trong nhiều chuyến lưu diễn trong sự nghiệp của mình. Trong năm 2008, dòng sản phẩm nội y của Jackson cũng được đặt theo tựa bài hát này.

## Xếp hạng
| Bảng xếp hạng (1987)                 | Vị trí cao nhất |
| ------------------------------------ | --------------- |
| Australian Kent Music Report         | 50              |
| Belgian Singles Chart (Flanders)     | 17              |
| Canadian Singles Chart               | 35              |
| Dutch Top 40                         | 15              |
| Irish Singles Chart                  | 23              |
| New Zealand Singles Chart            | 37              |
| UK Singles Chart                     | 24              |
| U.S. Billboard Hot 100               | 14              |
| U.S. Billboard Hot R&B/Hip-Hop Songs | 1               |
| U.S. Billboard Hot Dance Club Play   | 1               |

## Danh sách các phiên bản chính thức
| - Bản album – 4:57 - A cappella – 4:23 - 7" vocal/The Shep Pettibone Mix – 4:19 - Bản dài/Bản dài remix – 7:23 (xuất hiện trong phiên bản Control: The Remixes tại Vương quốc Anh) - Dub chỉnh sửa – 5:19 - 12" dub/Dub chỉnh sửa – 6:58 | - Design of a Decade chỉnh sửa – 4:13 - D.T.'s Twilo Dub – 9:04 - NuFlava Vocal Dub – 7:21 - Legendary Club Mix – 8:16 - Legendary Radio Mix – 4:17 - Banji Dub – 7:10 |

## Danh sách bài hát
| Đĩa 7" tại Mỹ A. "The Pleasure Principle" – 4:58 B. "Fast Girls" – 3:20 Đĩa 12" tại Mỹ và châu Âu Đĩa 12" giới hạn tại Úc A1. "The Pleasure Principle" (bản dài) – 7:23 A2. "The Pleasure Principle" (a cappella) – 4:23 B1. "The Pleasure Principle" (12" dub) – 6:58 B2. "The Pleasure Principle" (7") – 4:19 Đĩa 7" tại Vương quốc Anh và châu Âu A. "The Pleasure Principle" (The Shep Pettibone Mix) – 4:19 B. "The Pleasure Principle" (Dub chỉnh sửa – The Shep Pettibone Mix) – 5:10 | Đĩa 12" tại Vương quốc Anh A1. "The Pleasure Principle" (bản dài remix) – 7:28 B1. "The Pleasure Principle" (Dub chỉnh sửa) – 6:58 B2. "The Pleasure Principle" (a cappella) – 4:19 Đĩa CD tại Vương quốc Anh và đĩa 12" – "The Pleasure Principle"/"Alright" – Danny Tenaglia/Todd Terry Mixes 1. "The Pleasure Principle" (Legendary Club Mix) – 8:16 2. "The Pleasure Principle" (NuFlava Vocal Dub) – 7:21 3. "The Pleasure Principle" (Banji Dub) – 7:10 4. "The Pleasure Principle" (D.T.'s Twilo Dub) – 9:04 5. "Alright" (Tee's Club Mix) – 6:22 6. "Alright" (Tee's Beats) – 3:25 |